# Baron Basset de Sapcote
Baron Basset de Sapcote (auch Baron Basset of Sapcote) war ein erblicher britischer Adelstitel in der Peerage of England.

## Verleihungen
Der Titel entstand erstmals während des Zweiten Kriegs der Barone als Barony by writ für Ralph Basset aus Sapcote in Leicestershire, indem dieser am 24. Dezember 1264 durch Writ of Summons zu De Montfort’s Parliament einberufen wurde. Da der Titel in der Rebellion gegen den König entstand, wird diese Schaffung des Titels teils als nicht rechtswirksam angesehen und sein Sohn, Enkel und Urenkel wurden nie ins Parlament geladen. Erst Bassets gleichnamiger Ur-urenkel wurde am 8. Januar 1371 durch Writ of Summons zum königlichen Parlament einberufen. Spätestens dies konstituierte den Titel rechtswirksam. Da dieser keine Söhne hatte, fiel der Titel bei seinem Tod am 17. Juli 1378 in Abeyance zwischen seinen beiden Töchtern.

## Liste der Barone Basset de Sapcote (1264/1371)
- Ralph Basset, 1. Baron Basset de Sapcote (vor 1221–vor 1279)
- Simon Basset, 2. Baron Basset de Sapcote († vor 1295)
- Ralph Basset, 3. Baron Basset de Sapcote († 1326)
- Simon Basset, 4. Baron Basset de Sapcote († 1328)
- Ralph Basset, 5./1. Baron Basset of Sapcote († 1378) (Titel abeyant)